# Sinella yosiia
Sinella yosiia är en urinsektsart som beskrevs av Bellinger och Christiansen 1992. Sinella yosiia ingår i släktet Sinella och familjen brokhoppstjärtar. Inga underarter finns listade i Catalogue of Life.